# Cicurina patei
Cicurina patei là một loài nhện trong họ Dictynidae.
Loài này thuộc chi Cicurina. Cicurina patei được Willis J. Gertsch miêu tả năm 1992.